# Cyzapryd
Cyzapryd, cisapryd, cizapryd, cysapryd – organiczny związek chemiczny, lek prokinetyczny, zwiększający motorykę górnego odcinka przewodu pokarmowego. Jest agonistą receptorów serotoninowych 5HT-4 i zwiększa wydzielanie acetylocholiny w zakończeniach nerwowych śródściennych splotów nerwowych przewodu pokarmowego (pośrednie działanie parasympatykomimetyczne). Jest ponadto słabym antagonistą receptorów 5HT-3 i 5HT1. Został odkryty w Janssen Pharmaceutica w 1980 roku i był sprzedawany pod nazwą handlową Propulsid aż do 2000 roku, w którym został wycofany, ze względu na silne działania niepożądane. Na polskim rynku dostępny jako lek pod nazwą Gasprid.

## Działanie
Działania cyzaprydu, w zależności od narządu docelowego obejmują:
- w przełyku – pobudzenie perystaltyki, zmniejszenie zalegania pokarmu, zwiększenie napięcia dolnego zwieracza przełyku, zapobieganie refluksowi żołądkowo-przełykowemu
- w żołądku – zwiększenie napięcia błony mięśniowej, poprawę koordynacji odźwiernikowo-dwunastniczej, zmniejszenie zalegania, zapobieganie zarzucaniu treści dwunastniczej do żołądka; zwiększenie kurczliwość żołądka i dwunastnicy i przyspieszenie ich opróżniania; nie zwiększa wydzielania kwasu solnego
- w jelicie cienkim i grubym – pobudzenie perystaltyki, przyspieszenie pasażu zawartości.

Cyzapryd nie pobudza receptorów muskarynowych i nikotynowych, nie hamuje też aktywności acetylocholinoesterazy. W dawkach terapeutycznych nie blokuje receptorów dopaminergicznych, a ze względu na małe powinowactwo do nich rzadko zwiększa stężenie prolaktyny w osoczu.
Po podaniu doustnym wchłania się szybko i niemal całkowicie, a początek działania występuje po ok. 30–60 min od przyjęcia. W znacznym stopniu ulega metabolizmowi jelitowemu oraz efektowi pierwszego przejścia w wątrobie, dlatego dostępność biologiczna wynosi 40–50% (dostępność biologiczna jest większa, jeżeli lek przyjmowany jest 15 min przed posiłkiem). W 97% wiąże się z białkami osocza (głównie z albuminą). Osiąga maksymalne stężenie we krwi po 1–2 h. Okres półtrwania wynosi około 10 godzin. Jest metabolizowany przy udziale cytochromu CYP3A4, głównie w procesie utleniającej N-dealkilacji oraz aromatycznej hydroksylacji. Wydalany jest w postaci nieaktywnych metabolitów w 50% z moczem i 50% z kałem. Niewydolność nerek nie wpływa na farmakokinetykę cyzaprydu. U osób z niewydolnością wątroby T1/2 może ulec wydłużeniu.

## Wskazania
Leczenie ostrego i ciężkiego zaostrzenia objawowego przewlekłego idiopatycznego lub występującego w przebiegu cukrzycy opóźnienia opróżniania żołądka (gastroparezy), gdy inne metody leczenia są nieskuteczne.

## Przeciwwskazania
- doustne lub pozajelitowe stosowanie leków, będących silnymi inhibitorami cytochromu P 450 3A4 (CYP 3A4) np. leków przeciwgrzybiczych, pochodnych azolowych, antybiotyków makrolidowych, inhibitorów proteaz HIV, nefazodonu
- przyjmowanie równocześnie leków, które mogą powodować częstoskurcz komorowy typu torsade de pointes lub wydłużających odstęp QT
- przyjmowanie acenokumarolu (wzrost ryzyka krwawienia)[3]
- hipokaliemia lub hipomagnezemia
- klinicznie istotna bradykardia
- inne, klinicznie istotne zaburzeniach rytmu
- niewyrównana niewydolność krążenia
- wrodzone wydłużenie odstępu QT lub wrodzone wydłużenie odstępu QT w wywiadzie rodzinnym
- nietolerancja fruktozy, w zespole złego wchłaniania glukozy i galaktozy
- sytuacja, gdy pobudzenie motoryki przewodu pokarmowego może być niebezpieczne (organiczne niedrożności)[5]

## Działania niepożądane
Często:
- przemijające kurcze brzucha, burczenie w brzuchu i biegunka

Niezbyt często:
- wysypka, pokrzywka, świąd
- łagodne i przemijające bóle głowy lub zawroty głowy
- zależne od dawki częste oddawanie moczu

Rzadko:
- przemijająca ginekomastia
- mlekotok, niekiedy z towarzyszącą hiperprolaktynemią

W pojedynczych przypadkach:
- drgawki
- objawy pozapiramidowe

Mogą także wystąpić przemijające zaburzenia czynności wątroby z cholestazą lub bez oraz skurcz oskrzeli, a także uczucie zmęczenia i zawroty głowy. Działania niepożądane są również związane z blokowaniem kanałów potasowych kardiomiocytów. Odnotowano przypadki wydłużenia odstępu QT lub ciężkie, czasem prowadzące do śmierci komorowe zaburzenia rytmu, jak częstoskurcz komorowy typu torsade de pointes, częstoskurcz komorowy oraz migotanie komór. W większości przypadków działania te wystąpiły u pacjentów, którzy przyjmowali jednocześnie inne leki, w tym inhibitory CYP3A4 lub mieli chorobę serca w wywiadzie albo czynniki ryzyka rozwoju zaburzeń rytmu serca.